# Баутс, Дирк

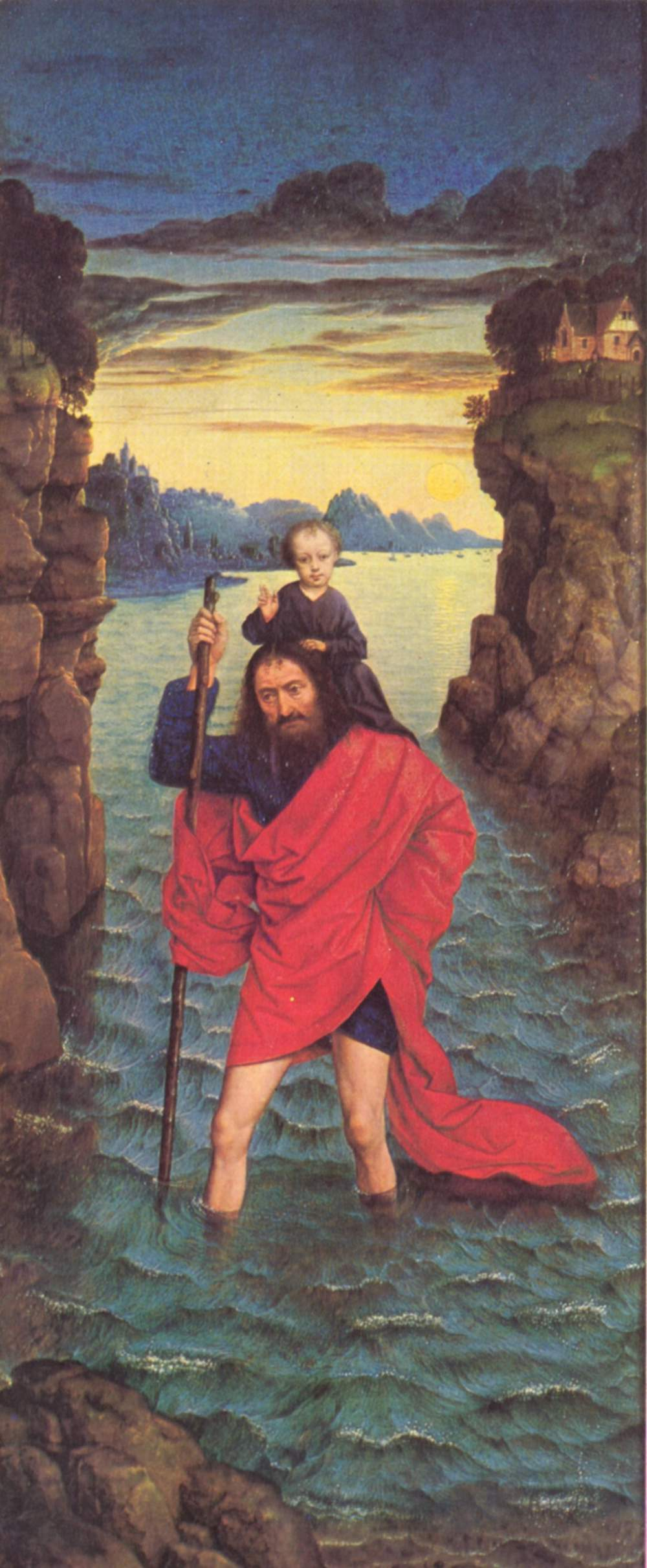
Святой Христофор. Боковая створка триптиха «Жемчужина Брабанта». 1467—1468. Дерево, масло. Старая Пинакотека, Мюнхен

Дирк Баутс (нидерл. Dirk Bouts, Dieric Bouts, МФА: [bʌu̯ts]; около 1415, Харлем — 6 мая 1475, Лёвен) — нидерландский живописец эпохи Северного Возрождения. Вместе с Петрусом Кристусом и Хуго ван дер Гусом принадлежит к поколению художников, опиравшихся на творчество Яна ван Эйка и Рогира ван дер Вейдена.

## Биография
Форма имени «Dieric» происходит от собственной подписи художника на алтаре «Таинство Святого Причастия», или «Алтаре Святых тайн» (Sacramentsaltaar), которая начинается с «Ic Dieric Bouts…». Поэтому эта форма часто считается его настоящим или правильным именем, хотя в других документах того времени использовались и другие варианты написания, такие как Дайрик, Дирк и Дирике.
О жизни художника известно мало. Карел ван Мандер в «Книге о художниках» (1604) упоминает о том, что Баутс родился в Харлеме, жил и работал в Лёвене. На Баутса оказали влияние Ян ван Эйк и Рогир ван дер Вейден. Влияние Рогира ван дер Вейдена в творчестве Дирка Баутса прослеживается особенно отчётливо, из чего некоторые исследователи предполагают, что Дирк около 1440 года был его учеником. Дирк работал в Лёвене с 1457 года. Как свидетельствуют документы того времени, Баутс был состоятельным жителем Лёвена и получил звание городского художника в 1468 году. Скончался в Лёвене в 1475 году.
В 1448 году он женился на дочери богатого патриция Катарине ван дер Брюгген из Лёвена. От этого брака у Баутса было четверо детей. Две его дочери ушли в монастырь. Сыновья художника, Дирк Младший (?—1491) и Альберт стали живописцами и руководили мастерской отца. Самобытные произведения Альберта влияли на надерландскую живопись вплоть до середины XVI века. Баутсу принадлежал большой каменный дом с садом и виноградником на улице Миндерброедерсстраат (нид.) в Лёвене. Он был похоронен неподалеку в Миндерброедерскерк (нид.). По крайней мере, до начала семнадцатого века в этой церкви висели портреты Баутса и его сына Альберта.

## Творчество
Для индивидуального стиля художника характерны тщательная проработка деталей и умелое использование эффектов светотени. В его работах присутствует скрытый драматизм, хотя внешне интерпретация Баутсом даже самых трагических сюжетов представляется бесстрастной.

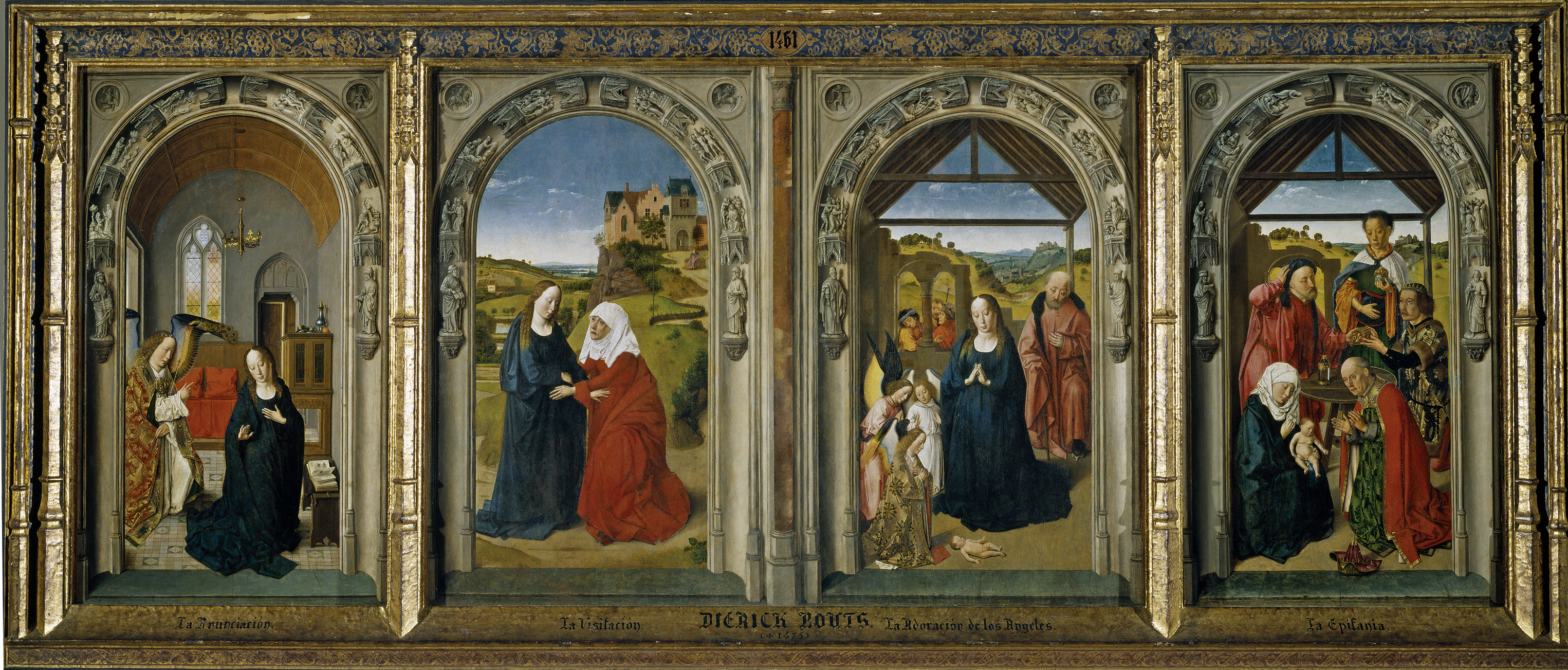
Жизнь Девы Марии. Триптих. Ок. 1445. Дерево, масло. Прадо, Мадрид

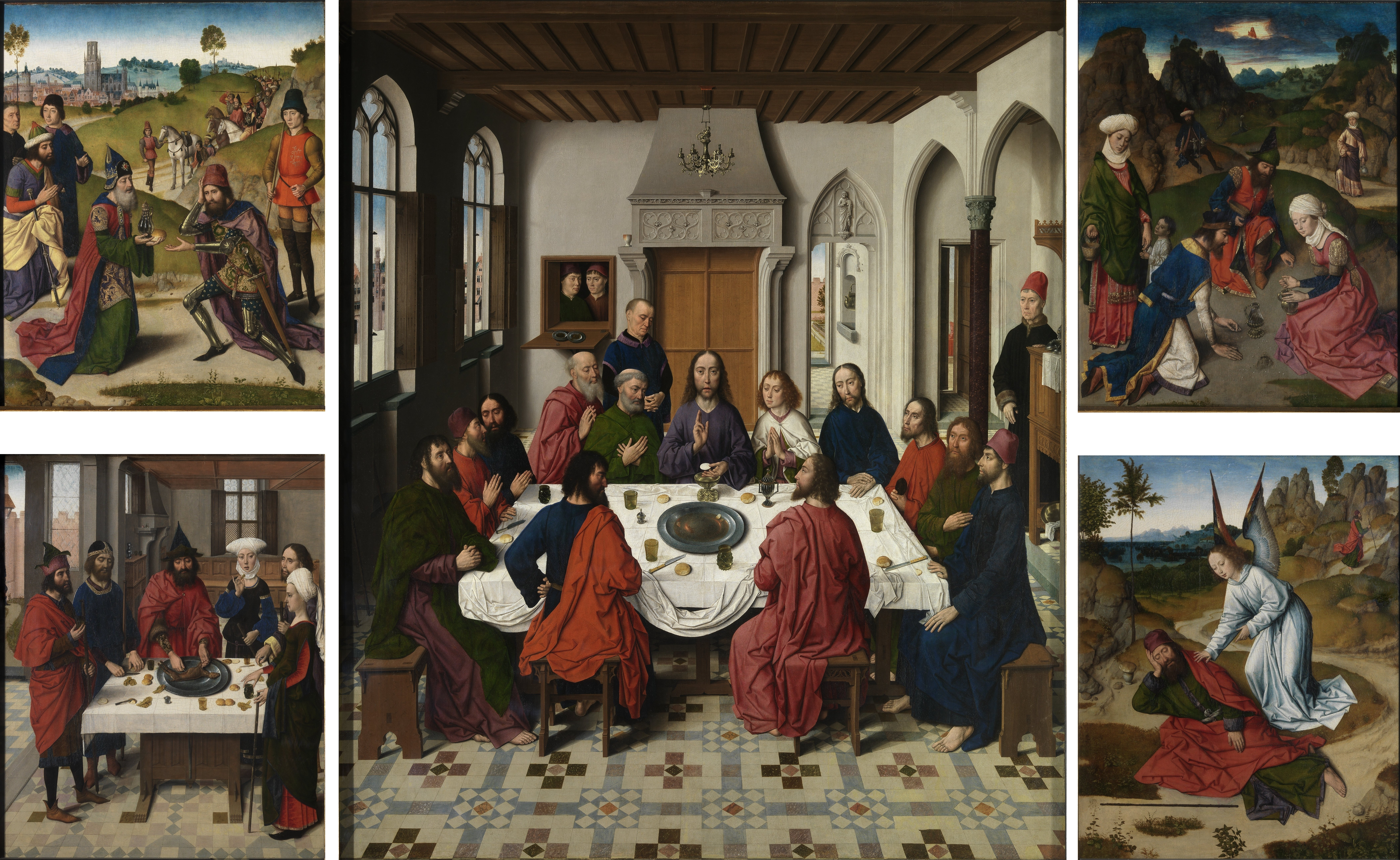
Алтарь Святого Причастия (Altaarstuk van het Heilig Sacrament). Между 1464 и 1467. Дерево, масло. Церковь Святого Петра, Лёвен

Самая ранняя работа Баутса — триптих «Жизнь Девы Марии» в Прадо (Мадрид), датированный примерно 1445 годом. Одним из наиболее известных произведений Баутса является алтарь «Таинство Святого Причастия» (1464—1467), созданный художником по заказу братства Святого Причастия. Тайная вечеря была центральной частью алтаря церкви Святого Петра в Лёвене; по сторонам представлены четыре сцены из Ветхого завета. Оригинальность композиции заключается в том, что Баутсу удалось соединить в ней религиозную созерцательность и отрешённость с убедительным изображением реального пространства с использованием перспективных линий интерьера, сходящихся в одной точке. В чертах персонажей нет идеализации; в религиозную сцену органично вписан натюрморт, изображающий предметы повседневного быта — простую глиняную посуду, оловянные тарелки, надломленный хлеб .
В области портретной живописи Баутс расширил традицию, заложенную Робером Кампеном, Яном ван Эйком, Рогиром ван дер Вейденом и Петрусом Кристусом.
В 2023 году музей Лёвена (Бельгия) организовал ретроспективную выставку творчества Баутса под названием «Дирк Баутс, создатель образов». Основными темами выставки были религиозное творчество Баутса, его пейзажная живопись, использование перспективы и красота обыденности в его картинах.

## Основные произведения
- Алтарь Святого Причастия. Между 1464 и 1467. Церковь Св. Петра, Лёвен
- Правосудие императора Оттона III. 1468—1475. Королевские музеи изящных искусств, Брюссель
- Взятие Христа под стражу и Воскресение Христа. Створки алтаря. 1450-е. Старая пинакотека, Мюнхен
- Снятие со креста. Триптих. Капилья Реаль, Гранада
- Пьета. Лувр, Париж
- Положение во гроб. Национальная галерея, Лондон
- Поклонение волхвов («Брабантская жемчужина»). Триптих. Лондон, Старая пинакотека, Мюнхен
- Се Агнец Божий. Старая пинакотека, Мюнхен
- Алтарь св. Эразма. Церковь Св. Петра, Лёвен
- Алтарь св. Ипполита. Ок. 1470. Церковь Христа Спасителя, Брюгге
- Портрет молодого человека. 1462. Национальная галерея, Лондон
- Мужской портрет". Метрополитен-музей, Нью-Йорк
- Мадонна, обнимающая Младенца. Метрополитен-музей, Нью-Йорк

## Галерея

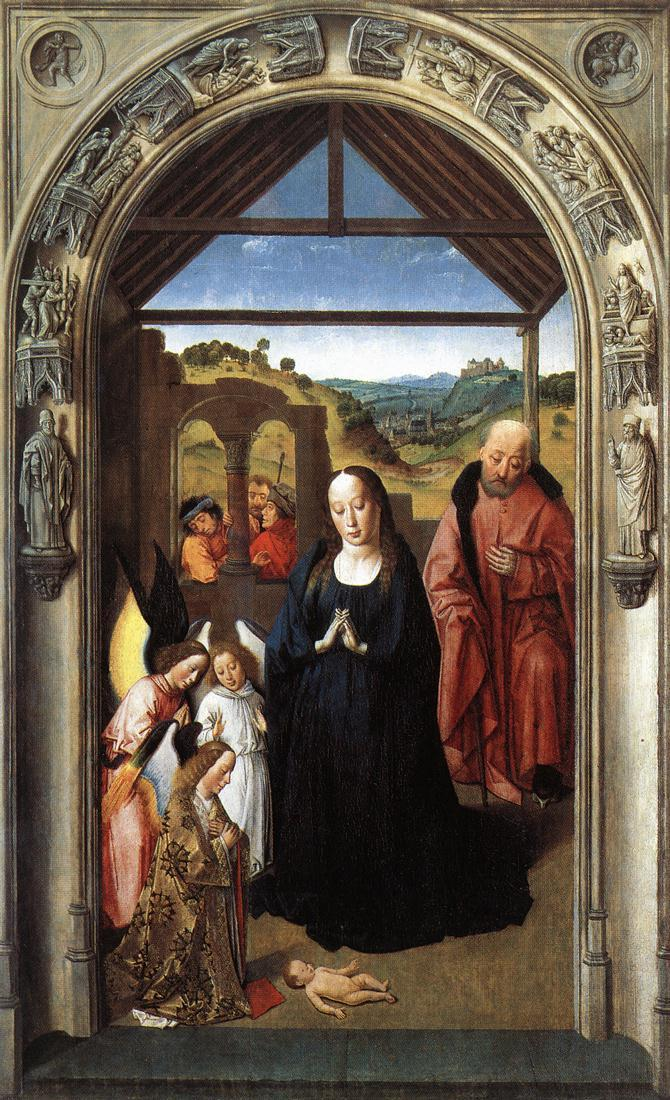
Рождество. Створка триптиха «Жизнь Девы Марии». Ок. 1445. Дерево, масло. Прадо, Мадрид
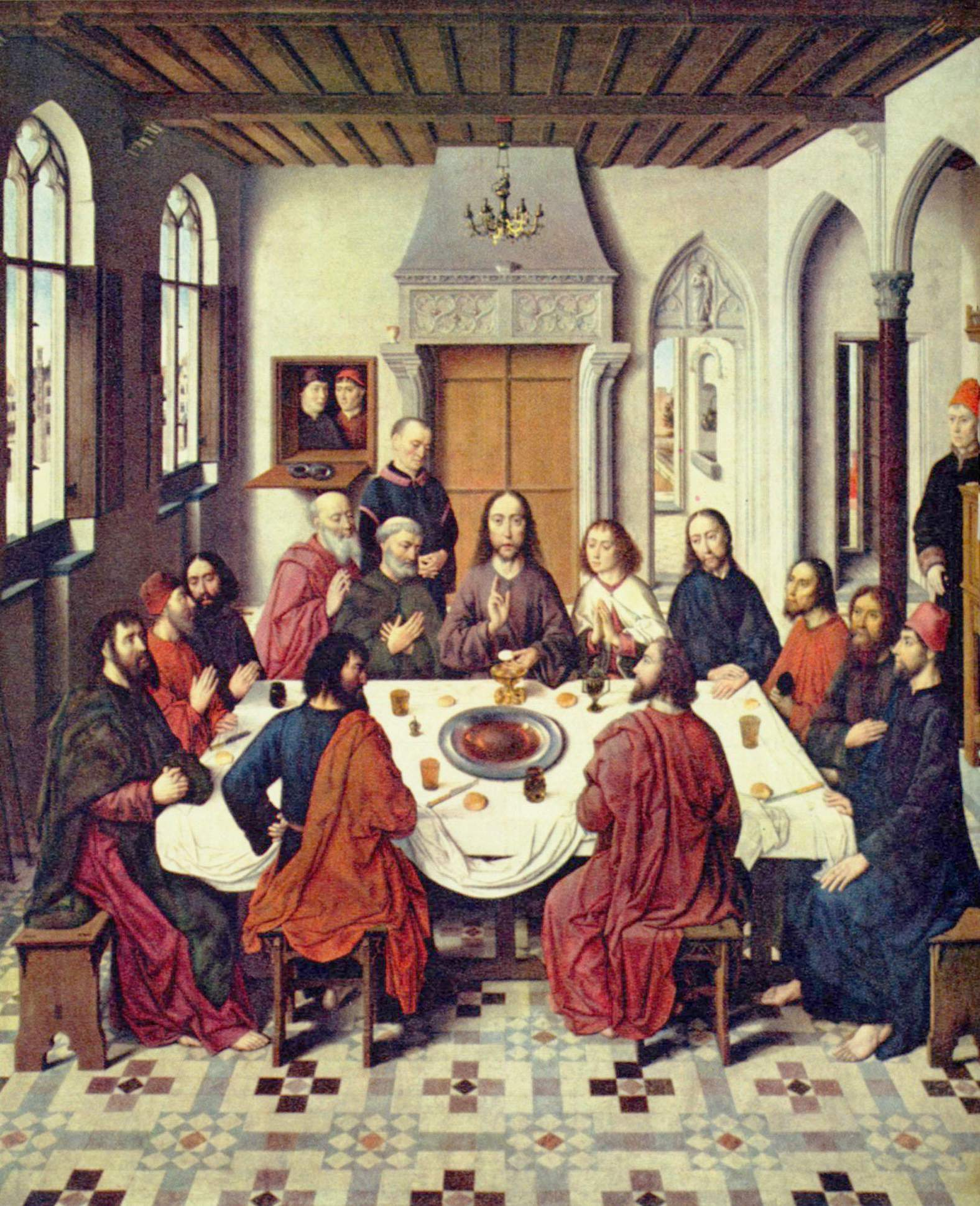
Тайная вечеря. Центральная часть Алтаря Святого Причастия. Между 1464 и 1467. Дерево, масло. Церковь Святого Петра, Лёвен
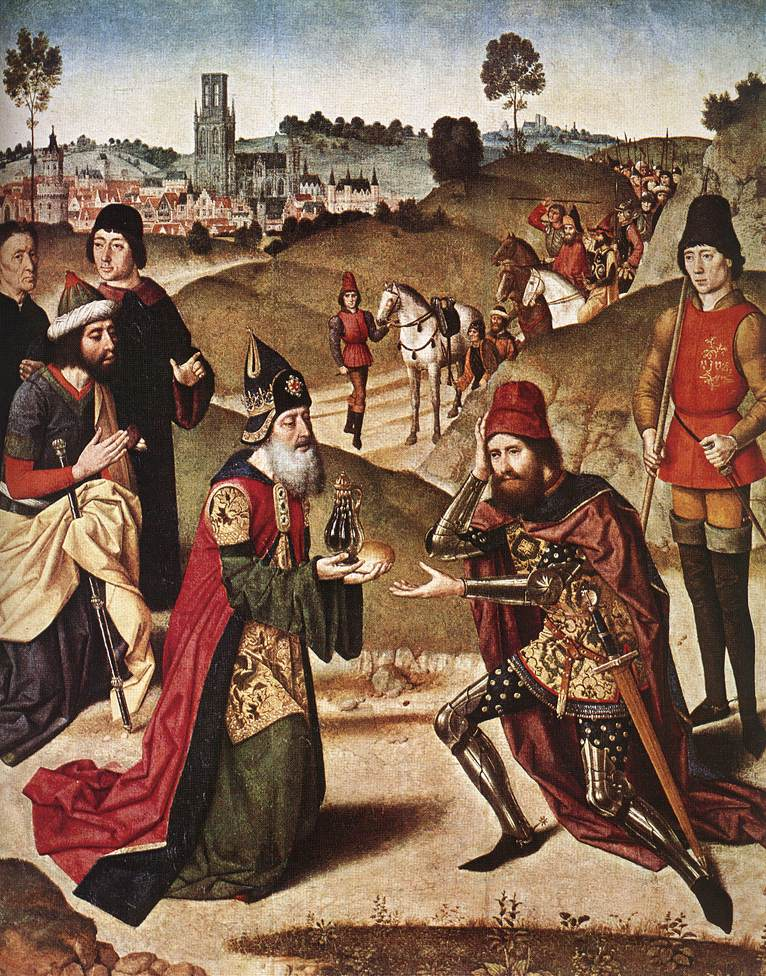
Встреча Авраама и Мельхиседека. Левая створка Алтаря Святого Причастия
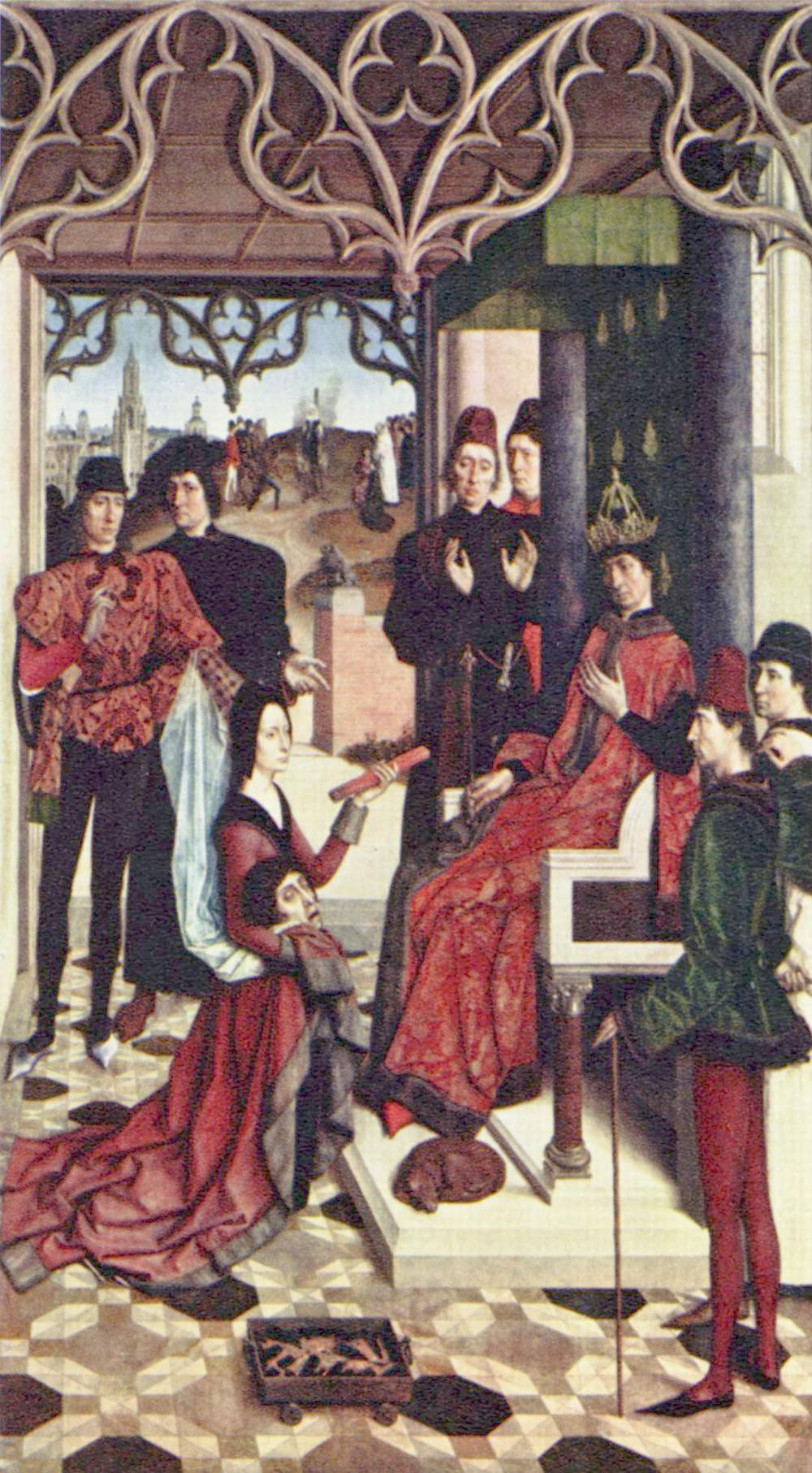
Правосудие императора Оттона III. Испытание огнем. 1468—1475. Дерево, масло. Королевский музей изящных искусств, Брюссель
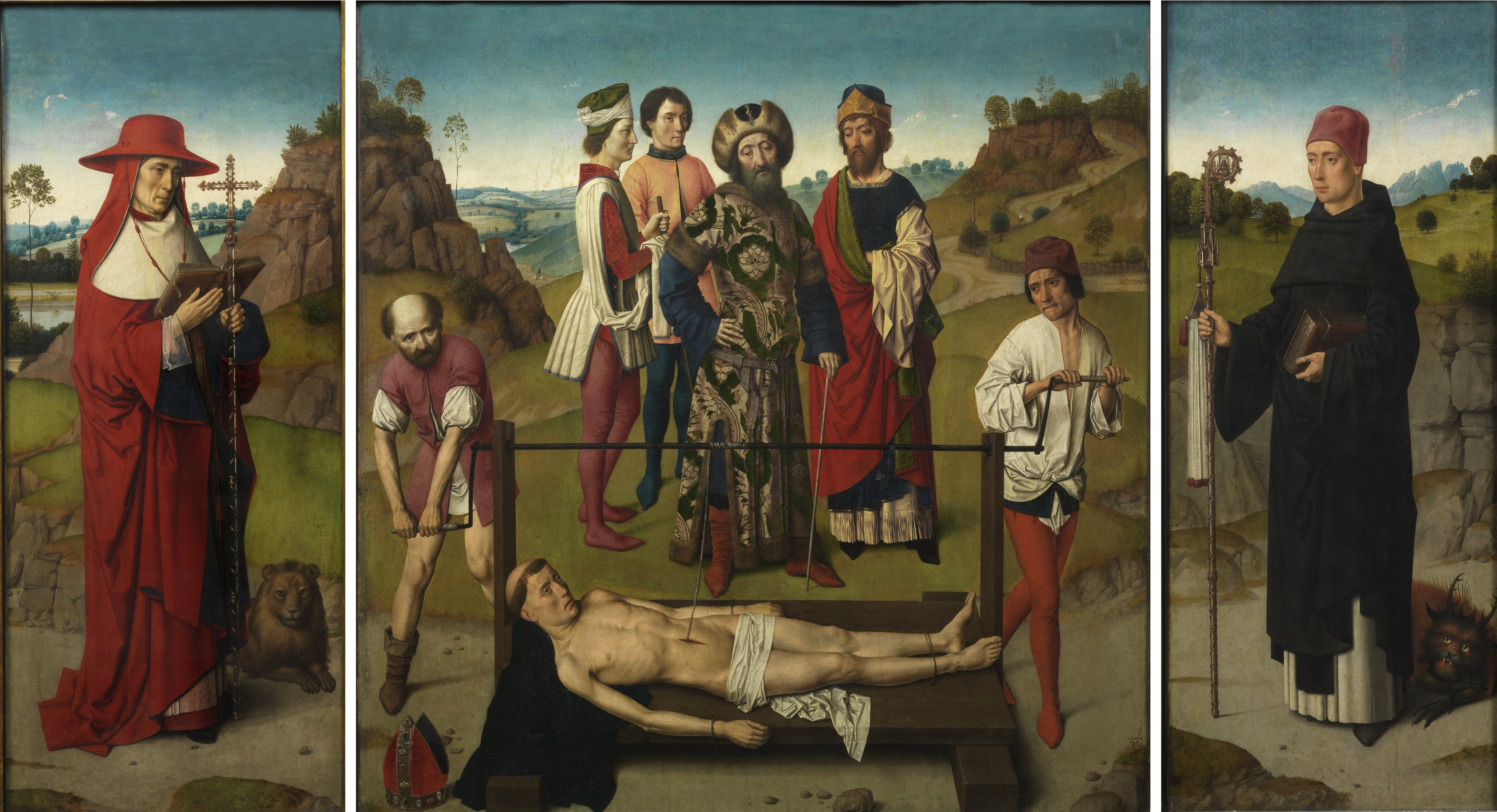
Алтарь Святого Эразма. Триптих. 1458. Дерево, масло. Церковь святого Петра, Лёвен
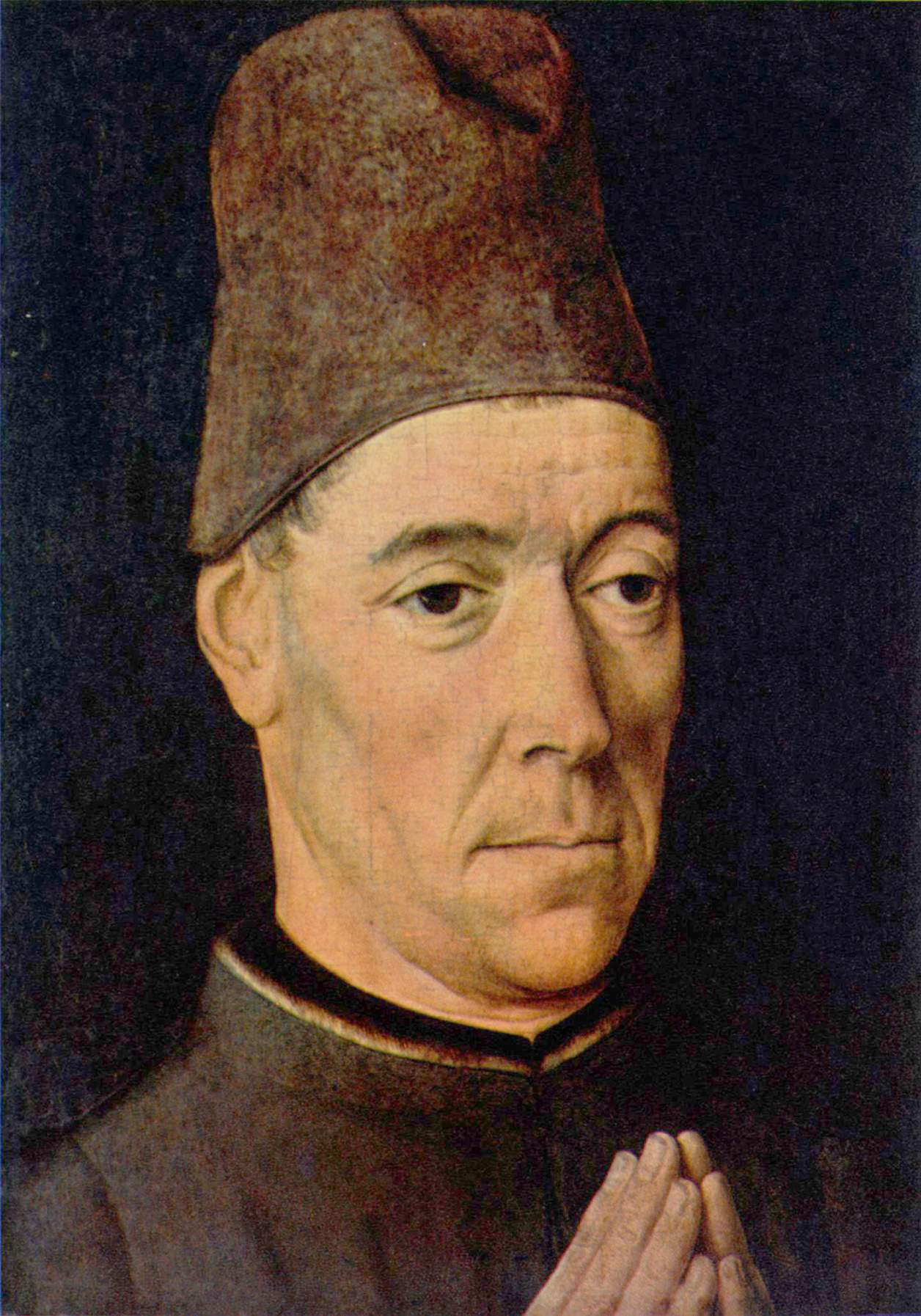
Мужской портрет. Между 1460 и 1470. Дерево, масло.  Метрополитен-музей, Нью-Йорк
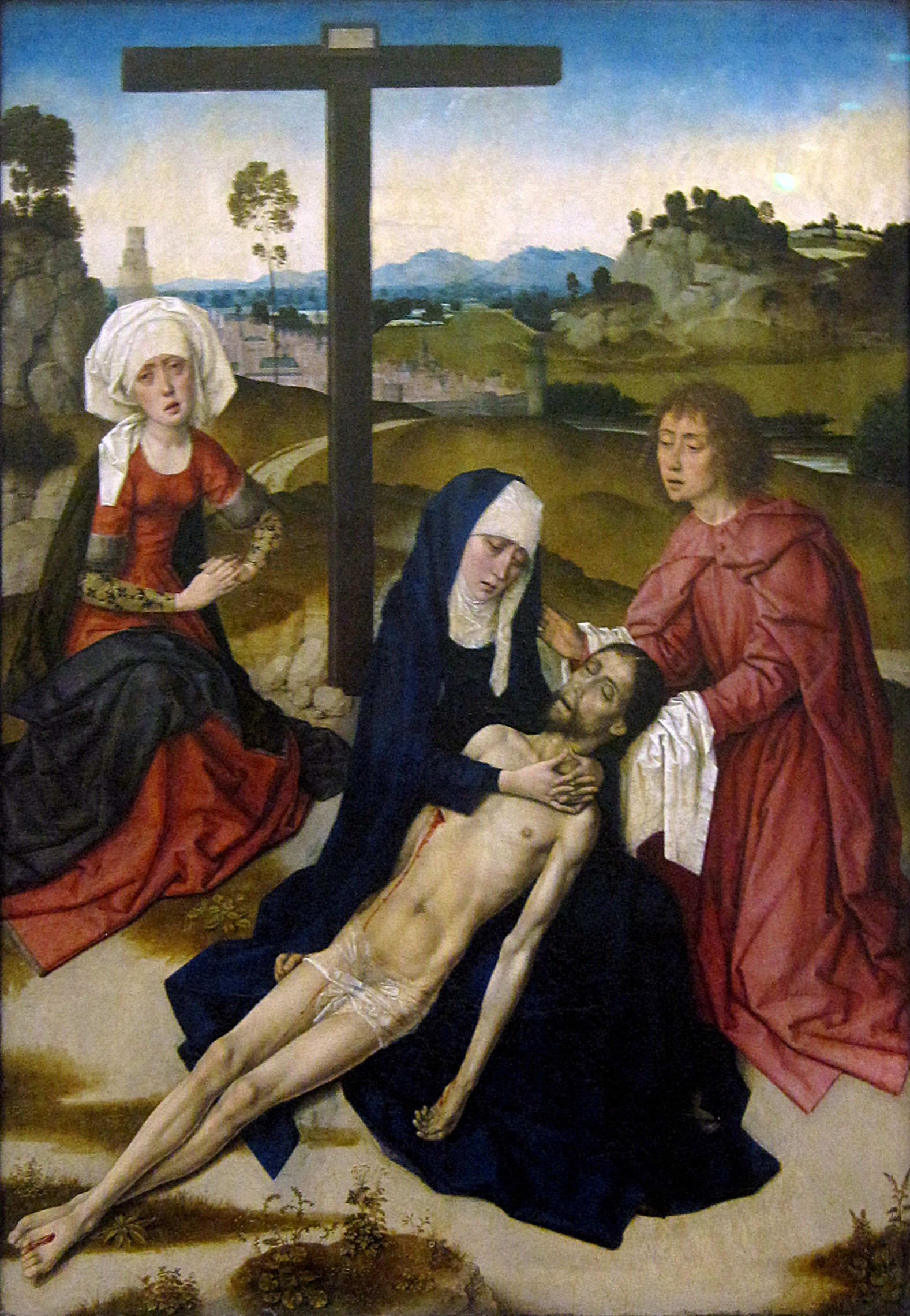
Пьета (Оплакивание Христа). Между 1455 и 1460. Дерево, масло.  Лувр, Париж.